# فرودگاه اماسیا مرزیفون
فرودگاه اماسیا مرزیفون (به انگلیسی: Amasya Merzifon Airport) (به زبان بومی: Amasya Merzifon Havaalanı) یک فرودگاه همگانی و نظامی با کد یاتا MZH است که یک باند فرود آسفالت دارد و طول باند آن ۲۹۲۶ متر است. این فرودگاه در کشور ترکیه قرار دارد و در ارتفاع ۵۳۶ متری از سطح دریا واقع شده است.

## شرکت‌های هواپیمایی و مقصدهای پروازی
| شرکت‌های هواپیمایی | مقصدهای پروازی |
| ----------------- | -------------- |
| پگاسوس ایرلاینز   | صبیحه گوکچن    |
| ترکیش ایرلاینز    | آتاترک         |